# Clapton in Gordano
Clapton in Gordano,ook Clapton-in-Gordano, is een civil parish in het bestuurlijke gebied North Somerset, in het Engelse graafschap Somerset met 348 inwoners.

## Galerij

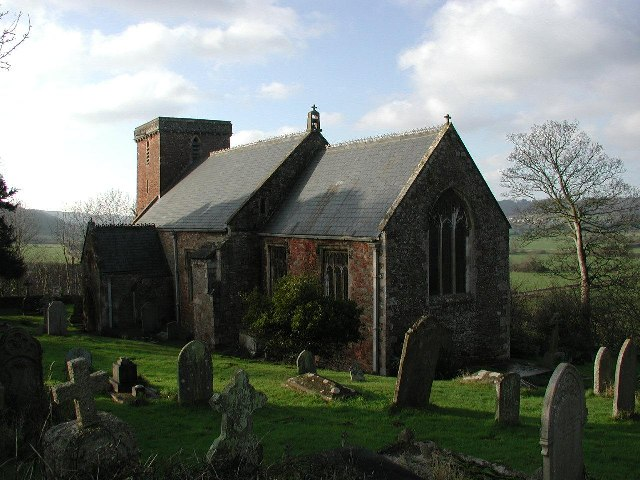
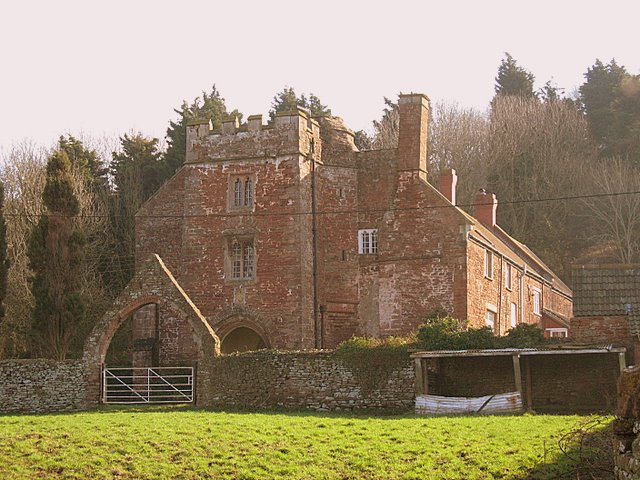